# جاكلين هانسن
جاكلين هانسن (بالإنجليزية: Jacqueline Hansen)‏ هي عداءة مراثونية أمريكية، ولدت في 20 نوفمبر 1948.